# Grandezza fisica
Una grandezza fisica è la proprietà fisica di un fenomeno, corpo o sostanza, che può essere espressa quantitativamente mediante un numero e un riferimento, ovvero che può essere misurata.
Nella seconda edizione del Vocabolario Internazionale di Metrologia (1993) una grandezza era definita come "la proprietà misurabile di un fenomeno, corpo o sostanza, che può essere distinta qualitativamente e determinata quantitativamente"; pertanto, la misurazione, e di conseguenza la qualifica di grandezza, non può essere applicata alle proprietà nominali. Nella definizione di "grandezza" del VIM nepe 3 il termine "riferimento" può essere una unità di misura, una procedura di misura, o un materiale di riferimento, o una loro combinazione. Sebbene in base a questa definizione, il concetto di "grandezza" coincida con quello di "grandezza fisica scalare", può essere considerato "grandezza" anche un vettore le cui componenti siano grandezze.
Il concetto di grandezza, inoltre, può essere specificato progressivamente in vari livelli di concetti specifici; per esempio, la grandezza "lunghezza" può essere specificata in quelle di raggio  o di lunghezza d'onda.

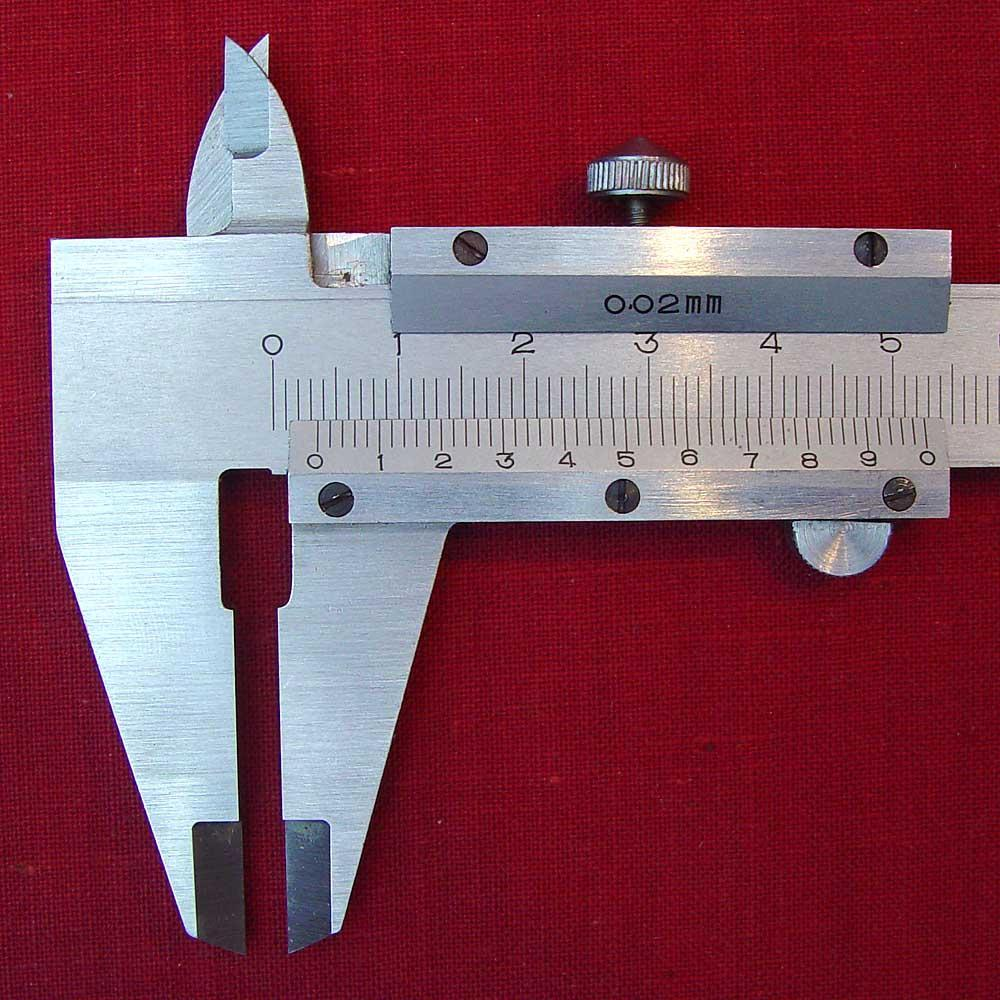
Un calibro
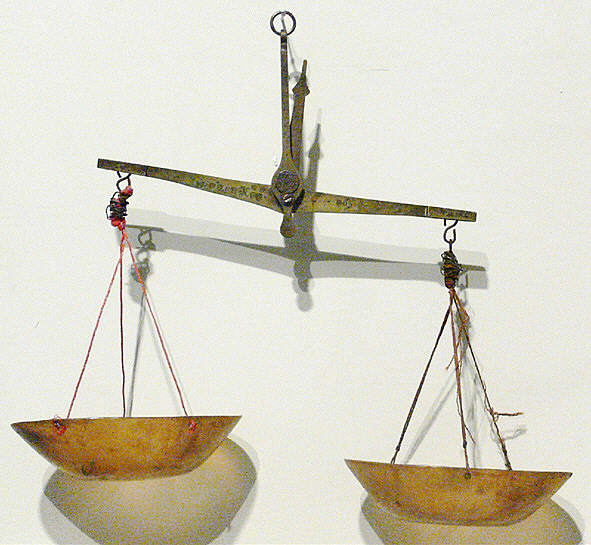
Una bilancia classica
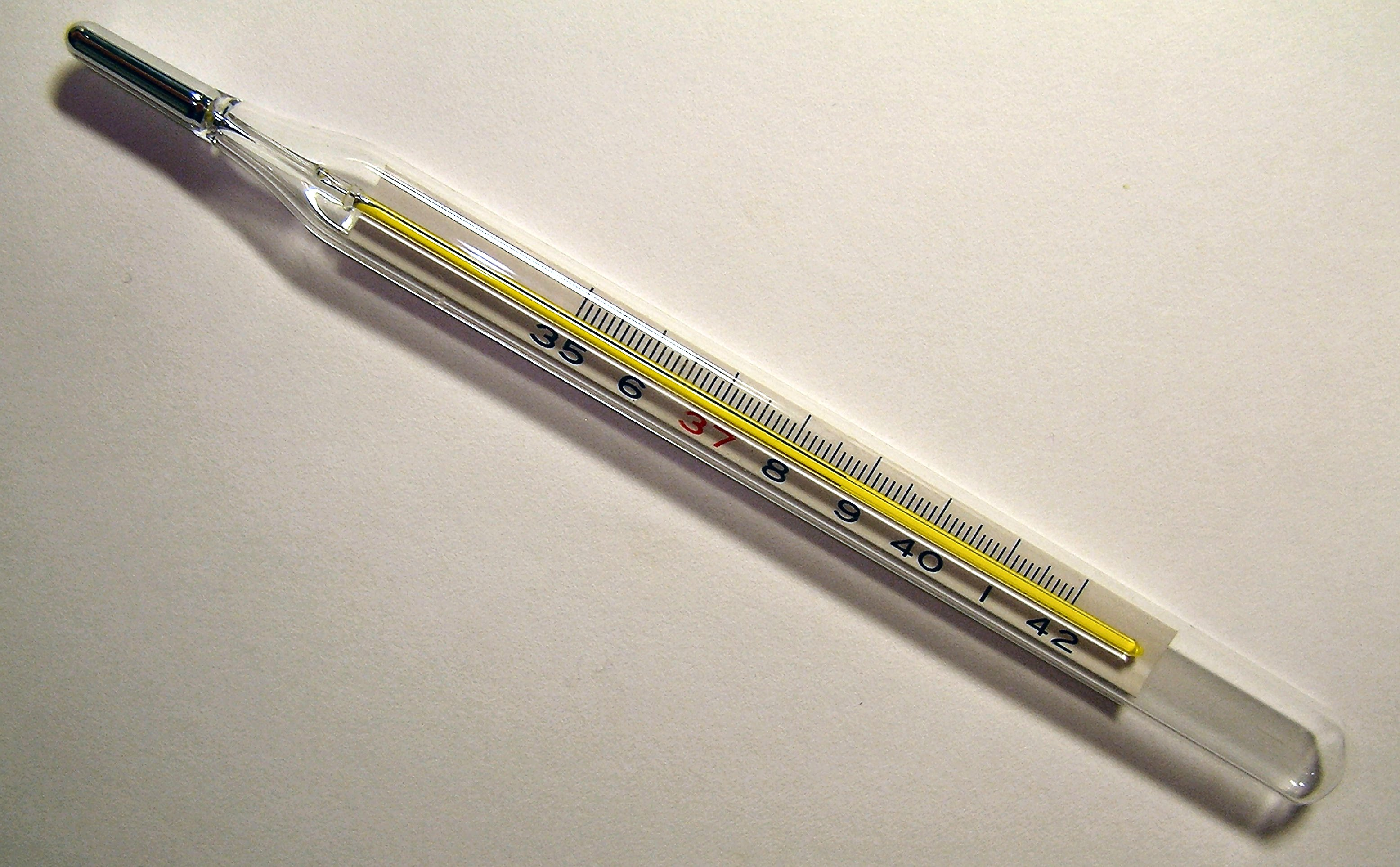
Un termometro clinico
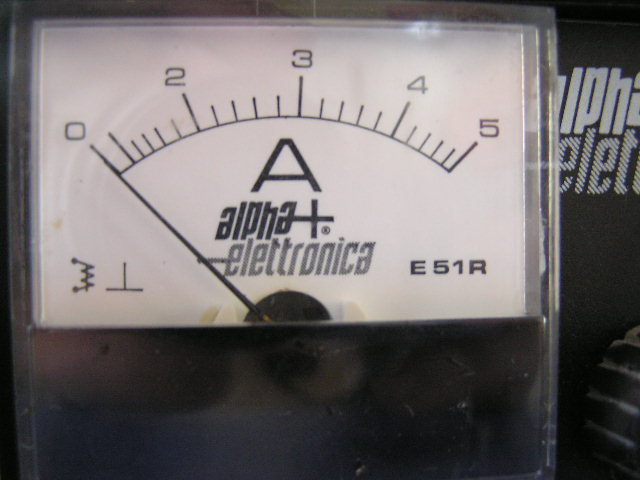
Un amperometro
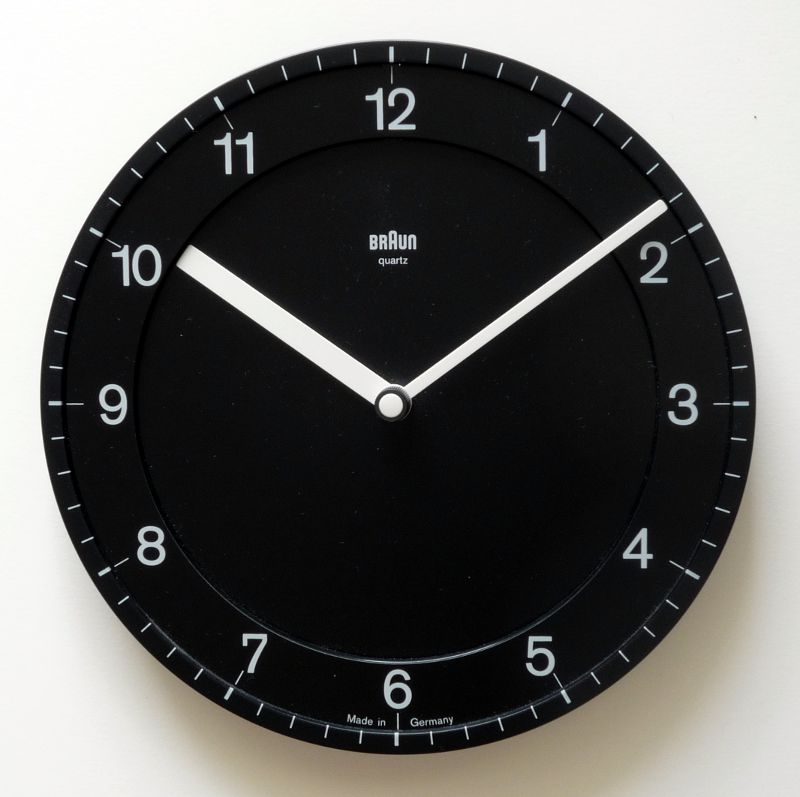
Un orologio analogico

## Confrontare e rapportare
Nel SI (Sistema internazionale di unità di misura), adottato per legge in Italia dal 1976 e obbligatorio negli atti pubblici, le grandezze si dividono in 7 grandezze base e numerose grandezze derivate dalle precedenti. Condizione necessaria perché una (classe di equivalenza di) proprietà sia misurabile è quella di poter stabilire una relazione d'ordine fra quelle proprietà in sistemi diversi: poter giudicare quale sistema esibisce una proprietà in misura maggiore dell'altro. Se tale confronto può essere basato sul rapporto, espresso da un numero, fra le proprietà dei due sistemi, allora la classe di equivalenza di quelle proprietà costituisce una grandezza fisica.
In questo caso, è possibile scegliere la proprietà di un particolare sistema ed eleggerla a unità di misura per quella grandezza fisica. Fissata l'unità di misura, la quantità di tale grandezza per un qualsiasi altro sistema potrà dunque essere univocamente specificata da un valore numerico ottenuto dal rapporto con la proprietà scelta come campione di riferimento. Possiamo quindi esprimere il valore di una grandezza fisica {\displaystyle M} come il prodotto di un valore numerico {\displaystyle \{M\}} e un'unità di misura {\displaystyle [M]}:
{\displaystyle M=\{M\}\times [M]}
Esistono anche grandezze adimensionali, per le quali non è necessario definire un'unità di misura (ad esempio la frazione molare e il numero di Reynolds). Come detto, confrontare proprietà fisiche omogenee significa semplicemente stabilire fra esse una relazione d'ordine in sistemi diversi; diversamente, la possibilità di valutare un rapporto numerico fra due proprietà, come specificato sopra, è una condizione più forte.
Un tipico esempio del primo caso è dato dalla temperatura. Sebbene, dati due corpi, sia sempre possibile giudicare quale sia a temperatura maggiore o minore dell'altro (ad esempio misurando la direzione in cui fluisce il calore), tuttavia non avrebbe alcun significato fisico l'affermazione secondo cui un corpo si trova a temperatura, per dire, doppia di quella di un altro. Nel caso della temperatura, ovvero nel caso di una proprietà fisica che manifesta soltanto una relazione d'ordine, è possibile applicare metodi quantitativi solo definendo una scala di misura, che in questo caso diremo termometrica. Anche se con abuso di linguaggio si parla di unità di misura della temperatura, si tratta in realtà di una corrispondenza arbitraria fra la proprietà esibita da diversi fenomeni e una porzione dell'asse dei numeri reali. Sotto tale aspetto, la temperatura, pur rientrando come grandezza fondamentale nel SI, non è assimilabile appieno alla definizione rigorosa di grandezza fisica data all'inizio. 
L'arbitrarietà della scelta dell'unità di misura, infatti, è in questo caso molto maggiore di quella della scelta per grandezze fisiche di cui esiste una scala naturale di confronto: se un sistema presenta il doppio di una data proprietà rispetto a un altro sistema, i valori numerici Q rispecchieranno tale rapporto, qualsiasi sia l'unità di misura scelta per tale grandezza. Ad esempio, la lunghezza di un oggetto può essere confrontata con quella di un altro oggetto. La lunghezza, in astratto, costituisce una grandezza fisica perché è possibile stabilire la proporzione, ovvero il rapporto fra la lunghezza specifica di due oggetti. Possiamo allora scegliere la lunghezza di un oggetto particolare, come il metro campione, e utilizzarla come unità di misura per la lunghezza di qualsiasi altro oggetto.

## Classificazione
Le grandezze fisiche possono essere:
- intrinseche: non dipendono dal sistema di riferimento scelto (pressione, volume)
- estrinseche: dipendono dal sistema di riferimento scelto (giacitura, velocità)
- globali: si riferiscono all'intero sistema fisico o a porzioni di esso (volume, massa)
- locali: si riferiscono a un intorno puntuale del sistema fisico (pressione, temperatura)
- estensive: dipendono dalla quantità di materia del sistema (volume V, entalpia H, entropia S, ammontare di sostanza n)
- intensive: non dipendono dalla quantità di materia del sistema (pressione p, temperatura T, composizione χi, potenziale chimico μ o μi). Sono ottenute dal rapporto di grandezze estensive e possono essere adimensionali.
- specifiche (o massiche o ponderali): sono riferite a una unità di massa
- molari: sono riferite a una mole di sostanza pura (volume molare Vm, entalpia molare Hm, potenziale chimico Gm o μ, capacità termica molare a p costante Cp,m). Nel caso di una miscela di sostanze vengono definite anche grandezze molari parziali riferite a una mole di un singolo componente.

### Grandezze fondamentali
La scelta delle grandezze base è il punto di partenza di ogni analisi dimensionale.
Il Sistema internazionale considera fondamentali queste sette grandezze fisiche:
| Grandezza fondamentale SI       | Simbolo grandezza | Simbolo della dimensione corrispondente | Unità SI della grandezza | Simbolo dell'unità SI |
| ------------------------------- | ----------------- | --------------------------------------- | ------------------------ | --------------------- |
| lunghezza                       | l, x, r, ecc.     | [L]                                     | metro                    | m                     |
| massa                           | m                 | [M]                                     | chilogrammo              | kg                    |
| tempo, durata                   | t                 | [T]                                     | secondo                  | s                     |
| intensità di corrente elettrica | I, i              | [I]                                     | ampere                   | A                     |
| temperatura                     | T                 | [Θ]                                     | kelvin                   | K                     |
| quantità di sostanza            | n                 | [N]                                     | mole                     | mol                   |
| intensità luminosa              | Iv                | [J]                                     | candela /lumen           | cd                    |

### Grandezze derivate
Ogni altra grandezza fisica è omogenea a un prodotto di potenze di grandezze fondamentali detto dimensione, e grandezze (unita di misura) con la stessa dimensione sono fra loro omogenee per transitività, anche se solo alcune loro combinazioni hanno senso fisicamente.
| Tabella di relazioni dimensionali (22 grandezze)                                                        |                         |                           |                       |                      |                               |
| Grandezza fisica                                                                                        | Simbolo della grandezza | Nome dell'unità SI        | Simbolo dell'unità SI | Unità corrispondenti | Unità corrispondenti          |
| frequenza                                                                                               | f, ν                    | hertz                     | Hz                    | s−1                  |                               |
| forza                                                                                                   | F                       | newton                    | N                     | kg · m · s−2         |                               |
| pressione, sollecitazione, pressione di vapore                                                          | p                       | pascal                    | Pa                    | N · m−2              | = kg · m−1 · s−2              |
| energia, lavoro, quantità di calore                                                                     | E, Q                    | joule                     | J                     | N · m                | = kg · m2 · s−2               |
| potenza, flusso radiante                                                                                | P, W                    | watt                      | W                     | J · s−1              | = kg · m2 · s−3               |
| carica elettrica, quantità di elettricità                                                               | q                       | coulomb                   | C                     | A · s                |                               |
| differenza di potenziale elettrica, forza elettromotrice, tensione elettrica                            | V, E                    | volt                      | V                     | J · C−1              | = m2 · kg · s−3 · A−1         |
| resistenza elettrica                                                                                    | R                       | ohm                       | Ω                     | V · A−1              | = m2 · kg · s−3 · A−2         |
| conduttanza elettrica                                                                                   | G                       | siemens                   | S                     | A · V−1              | = s3 · A2 · m−2 · kg−1        |
| capacità elettrica                                                                                      | C                       | farad                     | F                     | C · V−1              | = s4 · A2 · m−2 · kg−1        |
| densità di flusso magnetico                                                                             | B                       | tesla                     | T                     | V · s · m−2          | = kg · s−2 · A−1              |
| flusso magnetico                                                                                        | Φ(B)                    | weber                     | Wb                    | V · s                | = m2 · kg · s−2 · A−1         |
| induttanza                                                                                              | L                       | henry                     | H                     | V · s · A−1          | = m2 · kg · s−2 · A−2         |
| temperatura Celsius                                                                                     | T                       | grado Celsius             | °C                    | K                    |                               |
| angolo piano                                                                                            | φ, θ                    | radiante                  | rad                   | 1                    | = m · m−1                     |
| angolo solido                                                                                           | Ω                       | steradiante               | sr                    | 1                    | = m2 · m−2                    |
| flusso luminoso                                                                                         |                         | lumen                     | lm                    | cd · sr              |                               |
| illuminamento                                                                                           |                         | lux                       | lx                    | cd · sr · m−2        |                               |
| attività riferita a un radionuclide                                                                     | A                       | becquerel                 | Bq                    | s−1                  |                               |
| dose assorbita, energia specifica (impartita), kerma                                                    | D                       | gray                      | Gy                    | J · kg−1             | = m2 · s−2                    |
| dose equivalente, dose ambientale equivalente, dose direzionale equivalente, dose personale equivalente | H                       | sievert                   | Sv                    | J · kg−1             | = m2 · s−2                    |
| dose efficace                                                                                           | E                       | sievert                   | Sv                    | J · kg−1             | = m2 · s−2                    |
| attività catalitica                                                                                     |                         | katal                     | kat                   | mol · s−1            |                               |
| altre grandezze fisiche                                                                                 |                         |                           |                       |                      |                               |
| area | A                       | metro quadro              | m²                    | m2                   |                               |
| volume                                                                                                  | V                       | metro cubo                | m³                    | m3                   |                               |
| velocità                                                                                                | v                       | metro al secondo          | m/s                   | m · s−1              |                               |
| velocità angolare                                                                                       | ω                       |                           |                       | s−1 rad · s−1        |                               |
| accelerazione                                                                                           | a                       |                           |                       | m · s−2              |                               |
| momento meccanico                                                                                       |                         |                           |                       | N · m                | = m2 · kg · s−2               |
| numero d'onda                                                                                           | n                       |                           |                       | m−1                  |                               |
| densità                                                                                                 | ρ                       | chilogrammo al metro cubo | kg/m³                 | kg · m−3             |                               |
| volume specifico                                                                                        |                         |                           |                       | m3 · kg−1            |                               |
| molarità SI                                                                                             |                         |                           |                       | mol · dm−3           |                               |
| volume molare                                                                                           | Vm                      |                           |                       | m3 · mol−1           |                               |
| capacità termica, entropia                                                                              | C, S                    |                           |                       | J · K−1              | = m2 · kg · s−2 · K−1         |
| calore molare, entropia molare                                                                          | Cm, Sm                  |                           |                       | J · K−1 · mol−1      | = m2 · kg · s−2 · K−1 · mol−1 |
| calore specifico, entropia specifica                                                                    | c, s                    |                           |                       | J · K−1 · kg−1       | = m2 · s−2 · K−1              |
| energia molare                                                                                          | Em                      |                           |                       | J · mol−1            | = m2 · kg · s−2 · mol−1       |
| energia specifica                                                                                       | e                       |                           |                       | J · kg−1             | = m2 · s−2                    |
| densità di energia                                                                                      | U                       |                           |                       | J · m−3              | = m−1 · kg · s−2              |
| tensione superficiale                                                                                   | σ                       |                           |                       | N · m−1              | = J · m−2 = kg · s−2          |
| densità di flusso calorico, irradianza                                                                  | σ                       |                           |                       | W · m−2              | = kg · s−3                    |
| conduttività termica                                                                                    |                         |                           |                       | W · m−1 · K−1        | = m · kg · s−3 · K−1          |
| viscosità cinematica                                                                                    | η                       |                           |                       | m2 · s−1             |                               |
| viscosità dinamica                                                                                      | ρ                       |                           |                       | N · s · m−2          | = Pa · s = m−1 · kg · s−1     |
| densità di carica elettrica                                                                             |                         |                           |                       | C · m−3              | = m−3 · s · A                 |
| densità di corrente elettrica                                                                           | j                       |                           |                       | A · m−2              |                               |
| conduttività elettrica                                                                                  | ρ                       |                           |                       | S · m−1              | = m−3 · kg−1 · s3 · A2        |
| conduttività molare                                                                                     | ρ                       |                           |                       | S · m2 · mol−1       | = kg−1 · mol−1 · s3 · A2      |
| permittività elettrica                                                                                  | ε                       |                           |                       | F · m−1              | = m−3 · kg−1 · s4 · A2        |
| permeabilità magnetica                                                                                  | μ                       |                           |                       | H · m−1              | = m · kg · s−2 · A−2          |
| (intensità) di campo elettrico                                                                          | F, E                    |                           |                       | V · m−1              | = m · kg · s−3 · A−1          |
| (intensità) di campo magnetico                                                                          | H                       |                           |                       | A · m−1              |                               |
| magnetizzazione                                                                                         | M                       |                           |                       | A · m−1              |                               |
| luminanza                                                                                               |                         | [ 12 ]                    |                       | cd · m−2             |                               |
| esposizione (raggi X e gamma)                                                                           |                         |                           |                       | C · kg−1             | = kg−1 · s · A                |
| tasso di dose assorbita                                                                                 |                         |                           |                       | Gy · s−1             | = m2 · s−3                    |